# 富士川町立増穂中学校
富士川町立増穂中学校（ふじかわちょうりつますほちゅうがっこう）は、山梨県南巨摩郡富士川町にかつて存在した公立中学校である。2025年3月31日に閉校し、2025年4月1日に富士川町立鰍沢中学校と統合され富士川町立富士川中学校となった。

## 沿革
- 1947年（昭和22年）4月 - 6・3制の発足に伴い、旧増穂町に三中学校(増穗中学校・平林中学校・穂積中学校)が開設される。
- 1971年（昭和46年）4月 - 旧増穂町内三校が実質的に統合。新生増穗中学校として発足する。
- 2010年（平成22年）3月 - 町の合併により増穂町立から富士川町立増穂中学校に改称される。
- 2025年（令和7年）
  - 3月31日 - 閉校する。
  - 4月1日 - 増穂中学校と鰍沢中学校が統合し、富士川町立富士川中学校になる。

## 通学区域
- 最勝寺
- 天神中條
- 大久保
- 舂米
- 小林
- 長沢
- 大椚
- 青柳町
- 平林
- 小室
- 高下

## 教育目標
夢に向かって主体的に学び、行動する生徒の育成

## 学校スローガン
- 言葉を美しく
- 心を美しく
- 行為を美しく
- 環境を美しく

## 教育の重点
- ３学期４ステージ制
- 学力向上に向けた継続的な対応
- 検定チャレンジ「ひとつ」を目指す
- 豊かな心と強い体力の育成（部活の充実）
- 保護者・地域との連携の重視
- 評価（学校・教師・生徒）と教育の充実
- 教育活動の関連事務の見直しと効率化

## 3学期4ステージについて
増穂中学校は３学期制である。
- 第１ステージ（４月～６月）

ひらく：心をひらく、会話をひらく、人との関係をひらく
授業や学校生活に目標を持ち、心を開き、互いを認め合い、励まし合う人間関係を築こう！
（わからないことは友だちにどんどん聞こう。聞かれたら親切に答えよう。）
・わからないときに「ここどうるの？」と仲間にきくことができる
・尋ねられた人はきちんと答え、教えることができる
- 第２ステージ（７月～９月）

つなぐ：心をつなぐ、考えをつなぐ、学びをつなぐ、毎日をつなぐ
　授業や学校生活を通して、心をつなぎ、意見をつなぎ、協力し合う関係を築こう！
（表現する人の目を見よう！助け合って活動しよう！）
・先生や仲間が話しているときに、目で聴くことができる
- 第３ステージ(１０月～１２月)

ふかめる：考えを深める、集団の中で友情・信頼関係を深める
　授業や学校生活で所属感の深まりが意識でき、仲間に感謝できるようになろう！
（聴き合う眼。話し合う眼。一人ひとりの発言をみんなで大事しよう。）
・学ぶことに夢中になることができる
- 第４ステージ（１月～３月）

のびる：一年間の成果を踏まえ、集団の力・個性が伸びる
　 授業や学校生活を振り返り,自己と集団におけるさらなる目標を持とう！
（明日を見つめ、考える眼。新たなる飛躍に向かって努力しよう。）
・すべての生徒が学びに参加できる